# Keokuk County
Das Keokuk County ist ein County im US-Bundesstaat Iowa. Bei der Volkszählung im Jahr 2020 hatte das County 10.033 Einwohner und eine Bevölkerungsdichte von 6,7 Einwohnern pro Quadratkilometer. Der Verwaltungssitz (County Seat) ist Sigourney.

## Geographie
Das County liegt im mittleren Südosten von Iowa, ist im Süden etwa 70 km von Missouri, im Osten etwa 80 km von Illinois entfernt und hat eine Fläche von 1.502 Quadratkilometern, wovon zwei Quadratkilometer Wasserfläche sind. Es grenzt an folgende Countys:
| Poweshiek County | Iowa County |                   |
| Mahaska County   |             | Washington County |
| Wapello County   |             | Jefferson County  |

## Geschichte

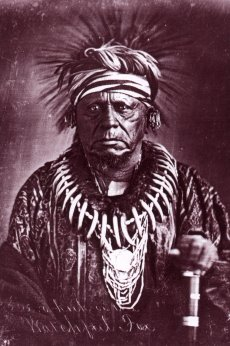
Keokuk

Das Keokuk County wurde 1837 aus ehemaligen Teilen des Washington County im damaligen Wisconsin-Territorium gebildet. Benannt wurde es nach Keokuk (1767–1848), einem Häuptling der Sac-Indianer, der im Black-Hawk-Krieg den Frieden mit den weißen Siedlern befürwortete.
Im Mai 1843 wurde das County offiziell zur Besiedlung durch weiße Einwanderer freigegeben und ab 1844 selbst verwaltet. Zuvor stand es unter der Verwaltung des Washington County. Nach einem mehrere Jahre dauernden Kampf um das Vorrecht Bezirkshauptstadt zu werden, wurde dies 1856 Sigourney, eine nach der Schriftstellerin Lydia Sigourney benannte Stadt.

9 Bauwerke des Countys sind im National Register of Historic Places eingetragen.

## Demografische Daten
Nach der Volkszählung im Jahr 2010 lebten im Keokuk County 10.511 Menschen in 4.677 Haushalten. Die Bevölkerungsdichte betrug 7 Einwohner pro Quadratkilometer.
Ethnisch betrachtet setzte sich die Bevölkerung zusammen aus 98,4 Prozent Weißen, 0,5 Prozent Afroamerikanern, 0,1 Prozent amerikanischen Ureinwohnern, 0,2 Prozent Asiaten sowie aus anderen ethnischen Gruppen; 0,6 Prozent stammten von zwei oder mehr Ethnien ab. Unabhängig von der ethnischen Zugehörigkeit waren 0,9 Prozent der Bevölkerung spanischer oder lateinamerikanischer Abstammung.
In den 4.677 Haushalten lebten statistisch je 2,24 Personen.
23,2 Prozent der Bevölkerung waren unter 18 Jahre alt, 57,6 Prozent waren zwischen 18 und 64 und 19,2 Prozent waren 65 Jahre oder älter. 50,3 Prozent der Bevölkerung war weiblich.

Das jährliche Durchschnittseinkommen eines Haushalts lag bei 42.969 USD. Das Prokopfeinkommen betrug 21.685 USD. 12,1 Prozent der Einwohner lebten unterhalb der Armutsgrenze.

## Orte im Keokuk County
Citys
| - Delta - Gibson - Harper - Hayesville - Hedrick - Keota | - Keswick - Kinross - Martinsburg - North English1 - Ollie - Richland | - Sigourney - South English - Thornburg - Webster - What Cheer |

Unincorporated Communitys
| - Clear Creek - Coal Creek - Dublin - Farson | - Indianapolis - Lancaster - Talleyrand - Veo |

1 – teilweise im Iowa County

## Gliederung
Das Keokuk County ist in 17 Townships eingeteilt:
| - Adams Township - Benton Township - Clear Creek Township - East Lancaster Township - English River Township - Jackson Township | - Lafayette Township - Liberty Township - Plank Township - Prairie Township - Richland Township - Sigourney Township | - Steady Run Township - Van Buren Township - Warren Township - Washington Township - West Lancaster Township |